# Книга Боби Фетта
«Книга Боби Фетта» (англ. The Book of Boba Fett) — американський фантастичний телесеріал, створений для потокового сервісу Disney+. Це частина франшизи «Зоряні війни» та спіноф серіалу «Мандалорець», в якому розповідається про пригоди Боби Фетта. Дія серіалу розгортається паралельно з іншим спінофом «Мандалорця» — «Асокою».
Темуера Моррісон грає Бобу Фетта, а Мінг-На Вен грає Фенек Шанд. Обидва повторюють свої ролі з «Мандалорця» та інших робіт «Зоряних воєн». Було кілька спроб створити окремий фільм, зосереджений на Бобі Фетті, перш ніж Lucasfilm став надавати пріоритет потоковим серіалам. Моррісон з'явився в ролі Фетта разом із Вен у другому сезоні «Мандалорця», а в листопаді 2020 року вперше повідомили про потенційний новий серіал. Книга Боби Фетта була офіційно анонсована в грудні 2020 року. Знімання розпочалося тоді ж і тривало до червня 2021 року.
Прем'єра першої серії першого сезону відбулася 29 грудня 2021 року.

## Сюжет
Боба Фетт і Фенек Шанд намагаються зробити собі ім'я в злочинному світі галактики, захопивши територію, яку колись контролював Джабба Гатт.

## Актори та персонажі

### Головні
- Темуера Моррісон — Боба Фетт[4]: Мисливець за головами і син Джанго Фетта. Моррісон сказав, що серіал був нагодою дослідити минуле персонажа та показати, що з ним сталося між подіями «Імперія завдає удару у відповідь» (1980) і другим сезоном «Мандалорця»[5].
- Мінг-На Вен — Фенек Шанд: елітний найманець і вбивця на службі у Фетта[4].
- Педро Паскаль — Мандалорець / Дін Джарін

### Другорядні
- Дженніфер Білз — Тві'лек[3]
- Метт Беррі — 8D8 (голос)
- Софі Тетчер — Дреш

### Епізодичні
- Тімоті Оліфант — Кобб Вант
- Розаріо Довсон — Асока Тано
- Стівен Рут — Лорта Піл
- Денні Трехо — дресирувальник люті Фетта
- Емілі Своллоу — Зброяр

## Список серій
| Сезон | Епізоди | Епізоди | Оригінальний показ | Оригінальний показ |
| Сезон | Епізоди | Епізоди | Перший показ       | Останній показ     |
| ----- | ------- | ------- | ------------------ | ------------------ |
| 1     | 8       | 8       | 29 грудня 2021     | 9 лютого 2022      |

### Сезон 1 (2021)
Роберт Родрігес став режисером кількох епізодів серіалу, також до режисури залучені Джон Фавро, Брайс Даллас Говард, Дейв Філоні, Стеф Грін та Кевін Танчароен. Перший сезон складається з семи епізодів.
| № | # | Назва                                                                                    | Режисер             | Сценарист                 | Перший ефір у США |
| --- | - | ---------------------------------------------------------------------------------------- | ------------------- | ------------------------- | ----------------- |
| 1 | 1 | «Частина 1: Чужинець на чужій землі» «Chapter 1: Stranger in a Strange Land»             | Роберт Родрігес     | Джон Фавро                | 29 грудня 2021    |
| На початку епізоду показують Бобу Фетта, який спить у бакта-камері. Паралельно з цим глядачам демонструють його сни про Каміно та кінець битви на Геонозисі, в якій Мейс Вінду відрубав голову батьку Боби. Наступною ж сценою показано сон Фетта, коли він був у череві сарлака, та те як він з нього виліз, скориставшись бронею мертвого штурмовика. Вилізши на зовні Боба втратив свідомість, і залишився лежати поблизу сарлака. Ввечері джави проїжджаючи повз Великої ями Каркуни помітили цінні обладунки на нібито мертвій людині, і вирішили забрати їх собі. Під час того як джави забирали обладунки Боба прокинувся, але миттєво отримав по голові. Зранку Фетта знайшли таскенські рейдери (піщані люди), доставивши його до свого поселення серед пустелі, та прив'язавши Фетта до каменю. Ввечері, коли за полоненими ніхто не спостерігав, окрім сторожового массиффа, Фетт вирішує втекти. Під час втечі Фетт запитує у родіанця чи допомогти йому втекти, на що він починає кричати, і до них прибігає молодий таскен, і Фетту доводиться тікати. Наздоганяючи Фетта йому доводиться битися з ними, таскени розуміють, що Фетт поранений та слабкий, тому влаштовують бій один на один, у якому Фетт програє, і таскени йдуть геть… Наступною сценою Фетта будить Шанд, яка повідомляє, що до Фетта черга з місцевих чиновників та кримінальних угруповань, які хочуть віддати дань поваги. Одним з таких є Док Страссі, на якого Фетт колись працював. Також мав приїхати мер міста Мос-Еспа, але він направив свого замісника до Фетта, та наказав передати, щоб Фетт платив данину, на що Фетт відмовився, і був попереджений у відвідуванні ще одної делегації від мера. До Фетта привели охоронців Джабби, а після його смерті Біби Фортуни. Дроїд рекомендував Фетту стратити їх, але Фетт відмовився, і залишив охоронців собі, які заприсяглись у вірності Фетту. Фетт вирушає зустрітись з власницею казино у місті Гарсою Фвіп, вона не здогадуючись, що Фетт замінив Фортуну, і спочатку зневажливо ставиться до нього, але коли Фетт розповів про це, то її ставлення різко змінилось. Виходячи з казино на Фетта нападають, і в безвихідній ситуації їх рятують нові охоронці Фетта. Під час бою Фетт зазнав великих травм, і наказав охоронцям відвести його до бакто-камери, а Шанд, яка побігла за нападниками, наказав взяти їх живими. Наздогнавши нападників, Шанд вбиває одного з них, а іншого бере в полон. Фетта кладуть до бакто-камери, і йому знову сняться спогади. Молодий таскен бере Фетта та іншого полоненого з собою, і йдуть по пустелі до місцевої ферми, щоб вкрасти чистої води. Під час їхньої прогулянки вони помічають дим на фермі, ховаючись за піщаною дюною вони бачать, як пірати грабують ферму та ломають вологозбірники. Молодий таскен веде полонених назад. По дорозі таскен зупиняється і наказує копати, щоб знайти чорні дині. Коли родіанець копає пісок, то знаходить сплячу гіганську істоту серед піску, яка нападає на нього та Фетта. Молодий тасканець пробує врятувати полонених, але був відкинутий ударом істоти. Фетту вдалось вбити істоту, і завдяки цьому зміг завоювати авторитет серед піщаних людей. |   |                                                                                          |                     |                           |                   |
| 2 | 2 | «Частина 2: Племена Татуїну» «Chapter 2: The Tribes of Tatooine»                         | Стеф Ґрін           | Джон Фавро                | 5 січня 2022      |
| Феннек приводить полоненого до палацу Фетта на допит. Фетт дізнається від дроїда, що це найманець з Ордену Нічного вітру, і те що він майстер своєї справи та нічого їм не розповість. Феннек відправляє полоненого до кровожерної істоти ранкори, і найманець відразу зізнається, що їх послав мер. Фетт і Феннек вирушають до мера прихопивши з собою полоненого та охоронців. Під час розмови з мером, який виявився іторианцем, за його наказом, страчують полоненого найманця, аргументуючи тим, що Ордену заборонено діяти за територію Гаттів. За порушника мер дає винагороду Фетту, на що Фетт каже, що більше не являється мисливцем за головами, і прийме цю винагороду, як дань, яку він мав принести раніше, додаючи, що мер служить до тих пір, доки даймьо Татуїну так вважає за потрібне. Мер каже Фетту, що в нього немає мотивів посилати Орден, і хай задумається, хто насправді послав їх. Також мер дає пораду Фетту, у якості дані, що керувати сім'єю тяжкіше, чим бути мисливцем за головами, і посилає його в казино до Гарси, щоб він сам у всьому переконався. Прибувши до казино Фетт дізнається, що близнята претендують на заповіт їхнього кузена Джабби. В цей же момент прибувають близнята до казино, які хочуть поговорити з Феттом за територію Джабби. Фетт відповідає, що він являється даймьо у Мос-Еспа, та щоб вони повертались до своєї планети Нал-Гатти, а якщо Гатти хочуть повернути територію Джабби, то їм доведеться вбити його. Близнята не захотіли проливати кров, тому відступили, сказавши, що вирішать це потім. Наступна сцена показує, як Фетт спить у бакто-камері, і йому знову сняться спогади. Рейдер вчить Фетта, як правильно користуватись посохом гадерффай у бою. Під час тренування повз поселення проїжджав червоний потяг пайків з якого було відкрито вогонь по таскенським рейдерам. Ввечері під час спалення трупів, Фетт побачив, як неподалік проїжджали пірати на спідерах, і придумав план, як зупинити потяг. Попросивши дозволу у вожака рейдерів, взявши з собою палку та гвинтівку, Фетт вирушив в дорогу. Після бійки з піратами у місцевому барі Фетт забирає їхні спідери. На світанку Фетт повертається до поселення піщаних людей, даруючи спідери рейдерам для того, щоб вони зупинити потяг. Фетт навчає рейдерів, як літати на спідерах, та як перестрибувати з одного спідера на інший. Коли повз поселення проїжджає потяг, рейдери вирушають до нього. Фетту разом з вцілілими рейдерами вдається здолати охорону та зупинити потяг. Фетт дізнався, хто серед полонених головний та розпитує про спайс. Після чого диктує умови щодо проїзду через Дюнне море та вбивства таскенів. Фетт дарує полоненим життя в знак ввічливості, та щоб вони передати сказані умови синдикату. Фетт відпускає полонених під захистом таскенів до міста Анкорхед, даючи їм чорні дині, щоб вони не загинули від спраги. Ввечері у поселенні таскенів вожак подарував Фетту ящірку, додавши, що вона буде завжди вказувати йому шлях. Ящірка залізла в голову Фетта, через ніс, і Фетт вирушив шукати шматок дерева серед пустелі, думаючи що це все сон. Зранку повернувшись з гілкою в руках, ящірка вилізла з ніздрі Фетта, і повернулась до свого гнізда. З цієї гілки Фетт зробив свій власний посох та став повноцінним членом поселення таскенів. |   |                                                                                          |                     |                           |                   |
| 3 | 3 | «Частина 3: Вулиці Мос-Еспи» «Chapter 3: The Streets of Mos Espa»                        | Роберт Родрігес     | Джон Фавро                | 12 січня 2022     |
| Дроїд розповідає Фетту про колишні землі Джабби, та те, як Фортуна втримував владу у Мос-Еспі, розділивши місто між сім'ями, і всі чекають побачити, яким лідером буде Фетт. До Фетта прийшов один з його васалів — продавець води, який розповів, що Фетта ніхто не поважає та те, що в нього вкрали воду. Васал сказав, що такого раніше ніколи з ним не ставалось, коли при владі були інші даймьо, і просить у Фетта позбутися групи бандитів-байкерів, які тероризують місто. Знайшовши групу бандитів, Фетт пропонує їм працювати на нього, на що продавець води розлютився. Фетт лежить у бакто-камері, йому сниться спогад про те, як його батько летить на космічному кораблі «Раб I» з Каміно. Наступною ж сценою показують Фетта, який їде верхи на банті, він одягнений у традиційному вбрані пустельних людей, маючи за спиною посох та гвинтівку. Прибувши до Мос-Еспи Фетт дізнається у двох джав, де перебувають пайки. Зайшовши до них, один з представників розповідає Фетту, що керівництво синдикату, яке є на планеті Оба-Дія, бажає платити лише одній стороні, повідомляючи про те, що вже заплатили «Кінтанським стрейдерам». Представник синдикату додав, що їм байдуже з ким співпрацювати. Фетт сказав, що вирішить це питання, та пообіцяв, що вони більше ніколи не почують про піщаних вершників-нікто. Повертаючись назад до поселення, Фетт побачив дим, прибувши на місце він знайшов трупи таскенів та зруйновані намети, на одному з наметів був намальований знак піратів. Фетт згадує, що такий самий знак пірати намалювали на фермі під час пограбування. За традицією Фетт спалює трупи піщаних людей разом з їхніми посохами, та йде з поселення, оскільки там йому робити нічого. Фетта дістає з бакто-камери головоріз Гаттів Чорний Кррсантан. На допомогу Фетту прибігли його охоронці, їм вдалось загнати Кррсантана в яму, де раніше був ранкор. Під час обіду Фетт обговорює з Феннек, що йому потрібно завдати удар у відповідь, але Феннек рекомендує зачекати, їх дискусію перериває дроїд, який повідомляє, що прибули Гатти з даниною. Гатти вибачаються за те, що послали Кррсантана вбити його та дарують нового ранкора для Фетта в знак миру. Фетт наказує Гаттам забиратись з Татуїну, і тоді він подумає про мир. Гатти розповідають, що територія Джабби була пообіцяна іншій сім'ї мером Мок Шаізом, і саме тому вони вирушають до рідної планети Нал-Гатти. Фетт пропонує віддати Чорного Кррсантана, якщо Гатти відмовляться від спадку на Татуїні, на що Гатти відповідають відмовою, і радять Фетту теж забиратись з Татуїну, а вукі продати назад в гладіатори. Фетт відпускає Кррсантана, і вирушає до лігва ранкору. Під час дресирування ранкору дроїд повідомляє, що мер не може прийняти Фетта найближчі двадцять днів, але Фетт вирішив йти до мера без запрошення. Коли Фетт прибув до мерії, помічник мера почав тікати на лендспідері, Фетт наказав своїм новим охоронцям-байкерам наздогнати його. Спіймавши помічника, він розповідає Фетту, що мер працює з пайками. Відправивши одного з байкерів до космопорту Фетт дізнається про прибуття десятки пайків, які найймовірніше прибули для війни. |   |                                                                                          |                     |                           |                   |
| 4 | 4 | «Частина 4: Насувається буря» «Chapter 4: The Gathering Storm»                           | Кевін Танчароен     | Джон Фавро                | 19 січня 2022     |
| Фетт лежить у бакто-камері і йому сняться спогади… Фетт сидячи на банті їде до палацу Джабби, сховавшись за скелями він спостерігає за головними воротами. Розуміючи, що йому самому не вдасться проникнути до палацу, і повернути свій корабель, Фетт вирушає до пустелі. Під час вечері Фетт бачить спалах неподалік від нього, і вирушає дізнатись, що там сталось. Прибувши на місце, він знаходить тіло Феннек, і рятує їй життя привозячи до майстра, який замінює їй внутрішні органи на кібернетичні імпланти. Після операції Фетт повертається до пустелі, де розповідає Феннек, що врятував їй життя, і те як він вижив серед пісків Татуїна. Також Фетт просить Феннек допомогти йому повернути свій корабель, який стоїть у ангарі Фортуни. Феннек погоджується за умови, якщо після цього її борг буде сплачено перед Феттом. Прибувши до палацу Феннек відправляє свого дроїда-розвідки дізнатись скільки охоронців всередині палацу, паралельно з цим, Фетт розповідає їй, які в нього плани на майбутнє. Після повернення дроїда Фетт з Феннек проникають до палацу через каналізацію. Прибувши до ангара, де стоїть корабель Фетта, охорона здіймає тривогу, але Фетту з Феннек вдається втекти на кораблі. Феннек вирішує залишитись з Феттом. Наступного дня Фетт на своєму кораблі знаходить піратів, які знищили поселення таскенів, і розстрілює їх, а після цього вирушає до сарлака, думаючи, що саме там його броня, але нічого не знаходить… Прокинувшись Фетт дізнається від Феннек, що помічник мера все розповідає про його справи, але самого мера ще не знайшли, і Фетт вирішує вирушити до міста. Прибувши до казино Фетт застає Кррсантана, який влаштував бійку, і пропонує йому роботу. В палаці Фетта відбувається зустріч всіх колишніх капітанів Джабби, яким Фетт пропонує об'єднатись проти пайків, але вони відмовляються, тоді Фетт повідомляє їх, що зробить це сам, але, щоб вони залишались нейтральними у війні з пайками, на що вони погоджуються. |   |                                                                                          |                     |                           |                   |
| 5 | 5 | «Частина 5: Повернення Мандалорця» «Chapter 5: Return of the Mandalorian»                | Брайс Даллас Говард | Джон Фавро                | 26 січня 2022     |
| Мандо вистежує втікача Каба Баіза, який заправляє м'ясним цехом на космічній станції-місті. Мандо пропонує охоронцям піти мирно, бо до них в нього немає претензій, але охоронці виявились вірними Баізу, і нападають на Мандо. Під час бійки Мандо отримав поранення в ногу. Мандо використовує Темний меч, щоб вбити охоронців, а згодом відрубати голову Баізу, після чого повідомляє працівникам цеху, що їх керівник мертвий, і на столі лежать республіканські кредити, які вони можуть забрати собі. Мандо повертається до свого роботодавця, щоб отримати винагороду за голову Баіза, і дізнатись, де найближча шахта доступу до субстрату. Мандо спускається до вцілілих мандалорців, серед них Зброяр та Паз Візсла. Візсла допомагає Мандо залікувати рану. Мандо розповідає, що отримав цю рану від меча. Роздивляючись меч, Зброяр розповідає те настільки важливий він для Мандалору, і те що понад тисячу років тому його викував джедай Тарр Візсла. Мандо розповідає, що переміг Моффа Ґідеона, і в нього забрав меч. Мандо віддає свій спис з бескару на переплавку. Він розпитує про Бо-Катан Крайз, і дізнається, що вона хотіла правити Мандалором суто на основі крові і меча, яким зараз володіє Мандо, і те що її правління закінчилось трагічно. І якби база їхнього клану не була схована на Конкордії, один з супутників Мандалору, то вони не пережили б Велику чистку. Мандо хоче, щоб Зброяр викувала зі спису щось для Ґроґу, якого Мандо хоче відвідати. Під час тренування з Темним мечем, Паз Візсла викликає Мандо на дуель, бо вважає, що саме йому повинен належати меч його пращура. Візсла програє в дуелі, але Мандо був вигнаний з клану, бо зрадив кредо — ніколи не знімати свій шолом. Згідно кредо спокутувати провину можна лише в живих водах під шахтами Мандалору. Мандо вирушає на Татуїн до Пелі Мотто, яка відіслала йому повідомлення, що знайшла заміну «Лезу бритви», колишній корабель Мандо. Вона демонструє йому розібраний корабель «N-1» Королівської гвардії Набу. Мандо вимагає свої гроші назад, але Пелі вмовляє його на те, щоб він подивитись на що спроможний цей корабель в роботі. Під час пробного польоту Мандо залишається задоволений швидкістю та маневреністю корабля, а коли повернувся до космопорту, на нього чекала Феннек Шанд, яка наймає його для Фетта. Мандо погоджується на роботу, але після того, як зустрінеться зі своїм маленьким другом. |   |                                                                                          |                     |                           |                   |
| 6 | 6 | «Частина 6: З пустелі прийшов незнайомець» «Chapter 6: From the Desert Comes a Stranger» | Дейв Філоні         | Дейв Філоні та Джон Фавро | 2 лютого 2022     |
| В околицях Мос-Пелго (Фрітауну) Кобб Вант зустрічається з пайками, і повідомляє їм, що це його територія, і щоб їх більше тут не було, додаючи, що вони можуть поїхати спокійно, бо ніякого порушення закону він не бачив. Пайки вирішили вбити Маршала, але він випередив їх, залишивши одного з пайків живого. Маршал передає через нього повідомлення синдикату, що через Фрітаун ніхто їздити не буде, якщо не хоче розлучитись зі своїм життям. Мандо прилітає на своєму новому кораблі до лісової планети на якій Люк Скайвокер навчає Ґроґу, його зустрічає R2-D2 та відводить до місця очікування. Люк разом з Ґроґу медитують, але Ґроґу відволікається на жабу, яку хотів з'їсти. Після заняття вони вирушили гуляти, і Люк розповідає, що Ґроґу нагадує йому про старого друга Йоду, який розмовляв згадками. Люк за допомогою Сили допомагає Ґроґу згадати своє минуле, але він згадує тільки те, як клони напали на Храм винищуючи джедаїв. До Мандо приходить Асока Тано і розповідає, що на цій планеті будується майбутня школа, в якій Ґроґу буде першим учнем. Мандо хотів зустрітись зі своїм маленьким другом, але Асока відмовила його це робити, то Мандо попросив її передати подарунок. Люк продовжує тренування під час якого Асока віддає Люку подарунок, але він сумнівається чи варто його відавати Ґроґу. Мандо повертається на Татуїн до палацу Фетта, де відбуваються збори, на яких Феннек розповідає, що їм бракує солдат. Мандо вирушає до Фрітауну, щоб переконати Ванта боротись проти пайків, але Вант відмовляється приєднуватись, аргументуючи тим, що це не їх проблема. Як тільки Мандо відлітає, Вант помічає, що до містечка йде таємнича фігура, нею виявився мисливець за головами Кед Бейн, який запропонував Ванту угоду, але помічник сказав, що Маршал не продається, після чого Бейн вбиває помічника та підстрелює Ванта. Пайки підривають казино в Мос-Еспі. У новопобудованому храмі Скайвокер пропонує Ґроґу вибір між подарунком від Мандо і припиненням навчання, або світловий меч Йоди і продовженням навчання. |   |                                                                                          |                     |                           |                   |
| 7 | 7 | «Частина 7: В ім'я честі» «Chapter 7: In The Name of Honor»                              | Роберт Родрігес     | Джон Фавро                | 9 лютого 2022     |
| Фетт приходить подивитись на зруйноване казино, яке постраждало від вибуху. Мандо повідомляє, що Вант погодився працювати безкоштовно на Фетта. Фетт вирішує залишатись в казино для війни з пайками. Бейн повертається до пайків, де ховається мер Мос-Еспи. Бейн дізнається, що це пайки знищили поселення таскенів, і підлаштували все так, ніби це були пірати. До Пелі Мотто прилітає республіканський корабель, думаючи, що це офіцер Республіки, наказує дроїдам все сховати, але виявляється, що на кораблі прилетів Ґроґу, який обрав кольчугу, а не світловий меч. Феннек розповідає Фетту, що їхні солдати патрулюють місто, і вони готові зустріти пайків у будь-який момент, але їх раптово перебиває дроїд, який повідомляє, що Бейн хоче побачитись з Феттом. Бейн розповідає, що прибув до Фетта на перемовини, як представник пайків, але Фетт хоче розмовляти лише з головою синдикату, і Бейн розповідає правду стосовно загибелі таскенів. Команда модів повідомляє Фетта, що на них нападають місцеві, і Фетт розуміє, що союз з місцевими ватажками був порушений. Тим часом на Чорного Кррсантана і двох гаморріанців нападають. Феннек вирушає до командного пункту пайків, який розташовано в Мос-Ейслі, по дорозі рятує модів, і наказує їм повертатись до казино. До Фетта прибувають пайки, Фетт запитує в Мандо чи готовий він здатись, щоб не помирати за Фетта, але Мандо, давши слово, готовий померти в бою, кажучи, що це його шлях. Помічник мера пропонує Фетту альтернативу, і йде на перемовини з пайками. Під час перемовин Фетт з Джаріном нападають на пайків, яких виявляється занадто багато, але Фетта і Джаріна рятують жителі Фрітауна, а згодом до них приєднуються моди та Кррсантан. Пайки відправляють двох дроїдів-винищувачів «Скорпенек», і команді Фетта доводиться відступати та розділитись. Фетт вирушає за підмогою, залишаючи Джаріна самого в бою з дроїдом. Пелі знаходить Джаріна, і він дізнається, що Ґроґу повернувся і одягнений в кольчугу. Фетт повертається сидячи верхи на ранкорі, і сумісними силами їм вдається знищити дроїдів. Бейн викликає Фетта на пістолетну дуель, у якій Фетт програє, але завдяки посоху гадерффай зміг вбити Бейна. Розлючений ранкор починає нападати на всіх, і завдяки Силі Ґроґу зміг його заспокоїти. Феннек прибуває до Мос-Ейслі і знищує трьох ватажків, які зрадили Фетта, мера та керівника синдикату. Фетт разом з Феннек йдуть вулицею Мос-Еспи, спостерігаючи як місцеве населення розбирає руїни та віддають шану Фетту. Мандо разом з Ґроґу полетіли з Татуїну. У сцені після титрів показали, як Вант лежить у бакто-камері і готується до встановлення модів. |   |                                                                                          |                     |                           |                   |

## Виробництво

### Підготовка
У лютому 2013 року генеральний директор Disney Боб Айґер оголосив про розробку кількох нових спінофів «Зоряних воєн». Як повідомлялося, один з них зосереджений на персонажі мисливця за головами Бобі Фетті, і відбуватиметься або між фільмами «Нова надія» (1977) та «Імперія завдає удару у відповідь» (1980), або між «Імперія завдає удару у відповідь» і «Повернення джедая» (1983). Також оголосили, що фільм досліджує інших мисливців за головами, які були у «Імперія завдає удару у відповідь». На початку 2014 року Саймон Кінберг звернувся до режисера Джоша Транка щодо створення фільму про «Зоряні війни», і Транк зробив заявку на фільм про Бобу Фетта продюсеру «Зоряних воєн» Lucasfilm; його призначили режисером у червні того ж року. Планувалося, що Транк анонсує фільм на святкуванні Star Wars Celebration в Анагаймі у квітні 2015 року, а також оприлюднить тизер проєкту, але все було скасовано в останню хвилину після того, як Lucasfilm стало відомо про проблеми у виробництві фільму Транка «Фантастична четвірка». У травні 2015 року Транк більше не працював над фільмом. За чутками, станом на серпень 2017 року Lucasfilm все ще розглядали ідею фільму про Бобу Фетта. Після фінансової невдачі фільму «Соло. Зоряні Війни. Історія» Disney переглянув свої плани на фільми про «Зоряні війни». У жовтні 2018 року фільм Боби Фетта більше не рухався вперед, і Lucasfilm надавав пріоритет потоковому серіалу Disney+ «Мандалорець».
У лютому 2020 року Айґер заявив, що вони розглядають спінофи «Мандалорця», і є намір додати більше персонажів до серіалу, щоб згодом задіяти їх у власних проєктах. У травні Темуера Моррісон мав з'явитися як Боба Фетт у другому сезоні «Мандалорця». Моррісон зобразив батька Боби Джанго Фетта у фільмі «Атака клонів» (2002), а також озвучив Бобу в різних продуктах «Зоряних воєн». До того, як причетність Моррісона до «Мандалорця» була підтверджена, Фетт ненадовго з'явився в епізоді першого сезону «Частина 5: Стрілець» разом із персонажем Фенек Шанд, яку грає Мінг-На Вен. Моррісон коротко з'являється в прем'єрі другого сезону «Частина 9: Маршал», перш ніж бути повністю представленим у епізоді «Частина 14: Трагедія» режисерства Роберта Родрігеса.

### Розробка
На початку листопада 2020 року вважалося, що пізніше того ж місяця або на початку грудня має розпочатися виробництво третього сезону «Мандалорця» або потенційного спінофу, зосередженого на Бобі Фетті. Всупереч чуткам, серіал Боби Фетта не був оголошений президентом Lucasfilm Кетлін Кеннеді на заході Діснея, присвяченому Дню інвестора 10 грудня. Натомість того дня оголосили про розробку спінофів «Мандалорця» «Рейнджери Нової Республіки» та «Асока»; Кеннеді сказала, що ці серіали існують у хронології «Мандалорця» і завершаться «кульмінаційною подією». Також Кеннеді оголосила, що прем'єра «наступного розділу» історії Мандалорця відбудеться у грудні 2021 року.
Пізніше, в грудні 2020 року, вийшов фінал другого сезону «Мандалорця», «Частина 16: Порятунок». Він включає «сцену після титрів», яка повідомляла, що «Книга Боби Фетта» вийде в грудні 2021 року. Це призвело до деякої плутанини та спекуляцій серед коментаторів, які вважали, що це був підзаголовок до третього сезону «Мандалорця», і що «Мандалорець» змінить фокус з головного героя Діна Джаріна на Бобу Фетта. Джон Фавро, творець і шоуранер «Мандалорця», незабаром пояснив, що «Книга Боби Фетта» стане окремим серіалом. Він пояснив, що спіноф не був анонсований Кеннеді на заході «День інвестора», оскільки вони не хотіли «псувати сюрприз» у кінці другого сезону «Мандалорця». Він додав, що виробництво спінофу вже розпочато. Його виконавчі продюсери — сам Фавро, Дейв Філоні та Роберт Родрігес. Подібно до інших спінофів, «Книга Боби Фетта» також розгортається в хронології «Мандалорця» і була описана як «Мандалорець, сезон 2.5». На етапі розробки кожен епізод «Книги Боби Фетта» згадувався так, ніби це був третій сезон «Мандалорця»; наприклад, перший епізод називався «301», а не типово для першого епізоду серіалу «101». Серіал складається з семи епізодів.

### Кастинг
Після офіційного анонсу серіалу в грудні 2020 року було підтверджено, що Темуера Моррісон і Мінг-На Вен повторять свої відповідні ролі Боби Фетта і Фенек Шанд з «Мандалорця» та інших проєктів «Зоряних воєн». Перед оголошенням Вен припускала, що її найняли як постійну акторку для третього сезону «Мандалорця». Очікується, що в серіалі з'являться й інші персонажі з «Мандалорця». У листопаді 2021 року стало відомо, що у зніманні бере участь Дженніфер Білз.

### Знімання
Фільмування серіалу розпочалося наприкінці листопада 2020 року на відеостені StageCraft у Лос-Анджелесі, який раніше використовувався для перших двох сезонів «Мандалорця». На знімальному майданчику дотримувалися інструкцій щодо безпеки щодо COVID-19: члени знімальної групи носили маски та захисні щитки, кожні три дні проводилося швидке тестування на COVID-19, а звичайне тестування на вірус — щотижня. Лише після двох тижнів знімання члени акторського складу та знімальна група дізналися, що знімають «Книгу Боби Фетта», а не третій сезон «Мандалорця». Родрігес став режисером кількох епізодів серіалу, серед режисерів також відзначені Фавро, Брайс Даллас Говард, Філоні, Стеф Грін та Кевін Танчароен. Дін Канді працював оператором серіалу. Знімання завершилось 8 червня 2021 року, коли павільйон зайняв «Обі-Ван Кенобі».

### Візуальні ефекти
Industrial Light and Magic забезпечать візуальні ефекти для серіалу.

### Музика
За саундтрек у серіалі відповідає Людвіг Йоранссон.